# أجنيس كيتلسن
أجنيس كيتلسن (بالنرويجية البوكمول: Agnes Kittelsen)‏ هي ممثلة نرويجية، ولدت في 20 مايو 1980 في النرويج.

## وصلات خارجية
- أجنيس كيتلسن على موقع IMDb (الإنجليزية)
- أجنيس كيتلسن على موقع ألو سيني (الفرنسية)
- أجنيس كيتلسن على موقع أول موفي (الإنجليزية)
- أجنيس كيتلسن على موقع قاعدة بيانات الأفلام السويدية (السويدية)
- أجنيس كيتلسن على موقع قاعدة بيانات الفيلم (الإنجليزية)
- أجنيس كيتلسن على موقع كينوبويسك (الروسية)